# Exton (Devon)
Exton is een plaats in het Engelse graafschap Devon. De plaats telt 1.399 inwoners.

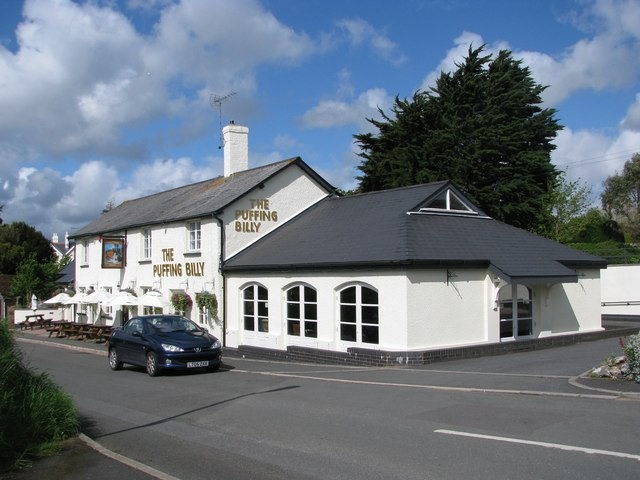
Pub